# 스프라우트 (만화)
《스프라우트》(일본어: スプラウト)는 《별책 프렌드》에서 연재된 난바 아츠코의 만화 작품이다. 단행본은 전 7권.

## 개요
고교 1학년인 이케노우치 미쿠는 사이가 좋은 여자 친구(후미코 등)도 연상의 남자친구(카타오카 선배)도 있어, 근심하는 것은 전혀 없었다. 그러나 돌연 아버지가 하숙을 시작한다고 말해, 미쿠의 생활은 완전히 바뀐다. 그리고, 하숙하는 사람 중 한 명인 나라하시 소헤이가 점차 신경 쓰이기 시작한다. 그러나 그 나라하시에는, 학교 제일의 미소녀, 오자와 미유키(통칭:미유·오자미유·우자미유 등)라고 하는 여자친구가 있다. 점차 미쿠는 그 여자친구인 오자와 미유키에게 질투심을 안기 시작한다. 한 번 마음을 전했지만 소헤이의 반응은 없고, 전해지지 않았었다. 하지만 조금씩 미쿠와 소헤이의 거리는 줄어들어 갔다. 하지만 그것을 미유키가 감지해, 화내기 시작한다. 그것을 깨달은 소헤이는 미유키를 껴안았다. 아직 미쿠의 기분은 닿지 않았던 것이다.

## 등장인물
나라하시 소헤이
고교 1학년. 하숙인 중 1명. 오자와 미유키와 교제하고 있었지만, 미유키로부터 이별을 전해 들어 헤어진다.
이케노우치 미쿠
고교 1학년. 아버지의 제안에 의해, 집에서 하숙을 시작하게 된다. 레스토랑에서 아르바이트를 하고 있고, 거기서 카타오카 세이치로와 만나, 교제하기 시작한다. 그러나 나라하시 소헤이에 대한 자신의 기분을 깨달아, 후에 헤어진다.
오자와 미유키
고교 1학년. 학교 제일의 미소녀. 상당한 천연으로 자주 물건을 부순다. 〈천연 디스트로이어〉라고 하는 별칭을 가진다. 같은 여자들이 짜증 나 하는 대상이다.
타니야마 키요카
작약 여학원 대학 2학년. 하숙인 중 1명. 큰 가슴에 미인이지만, 화장을 지우면 딴사람. 부친이 시의회 의원. 아버지와의 관계는 미묘.
타키가와 나오하루
모미가오카 대학 대학원 2학년. 하숙인 중 1명. 오타쿠. 나이가 갈린 쌍둥이 남동생이 있다(오타쿠라고 하는 것은 숨기고 있다).
카타오카 세이치로
고교 3학년. 미쿠의 전 남친. 미쿠와 같은 레스토랑에서 아르바이트를 하고 있었지만, 수험 때문에 여름방학에 그만두는 것으로. 미쿠와는 레스토랑에서 만나, 자신이 고백했다. 순조롭게 보였지만 미쿠로부터 차였다. 키요카와 몇 번인가 만나고 있다.

## 텔레비전 드라마
주연은 Hey! Say! JUMP의 치넨 유리. 텔레비전 드라마 단독 첫 주연이 된다. 쟈니즈 Jr.인 타나카 쥬리와 루이스 제시는 전 쿨의 동 시간대 드라마 《사립 바카레아 고교》에 이어 이번 작품에서도 공동 출연하고 있다.
닛폰 TV 계열에서 매주 토요일 24:50 ~ 25:20(JST)에 2012년 7월 7일부터 9월 29일까지 방송되었다.
미쿠, 소헤이의 흔들리는 마음의 말이 활자로 극 중에 삽입된다.

### 캐스트
주요 인물
- 나라하시 소헤이 (이케노우치가의 하숙인) - 치넨 유리 (Hey! Say! JUMP/NYC)
- 이케노우치 미쿠 (후타바미나미 고교 1학년) - 모리카와 아오이
- 오자와 미유키 (소헤이의 여자친구) - 코지마 후지코
- 카타기리 하야토 (소헤이의 친구) - 루이스 제시 (쟈니즈 Jr.)

이케노우치가(家)의 하숙인
- 타키가와 나오하루 - 하시모토 료스케 (A.B.C-Z)
- 타니야마 키요카 - 카와키타 마유코

미쿠의 동급생
- 키미시마 아라타 - 야스이 켄타로 (쟈니즈 Jr.)
- 우미노 타케루 - 타나카 쥬리 (쟈니즈 Jr.)
- 우에하라 아미 - 마에시마 아미 (SUPER☆GiRLS)
- 하스미 후미코 - 후지이 슈카 (FLOWER)

그 외
- 카타기리 코우 (하야토의 남동생) - 진구지 유타 (쟈니즈 Jr.)
- 하야세 하루카 (축구부 매니저) - 킷카와 유우
- 오쿠누키 세이지 (축구부 감독) - 야마다 신타로
- 이케노우치 고 (미쿠의 부친·하숙 오너) - 호리베 케이스케
- 이케노우치 히로코 (미쿠의 모친) - 타나카 리츠코

### 스태프
- 원작 - 난바 아츠코 《스프라우트》
- 각본 - 마츠다 유코
- 음악 - 마키도 타로
- 음악 협력 - GROUPLOVE (Warner Music Japan)
- 연출 - 카와이 하야토, 하시모토 미츠지로
- 연출/타이틀 백 - 모리야 켄타로
- 치프 프로듀스 - 모리자네 하루카즈
- 프로듀스 - 우에노 히로유키, 야나우치 쿠니코
- 협력 - 쟈니즈 사무소
- 제작 프로덕션 - 닛테레 악스온, TVMAN UNION
- 제작 협력 - 이미지 필드
- 기획 제작 - 닛폰 TV
- 제작 저작 - 〈스프라우트〉 제작 위원회(D.N.드림 파트너즈, VAP)

### 주제가
- Hey! Say! 7 〈꽃 웃음〉 (제이 스톰)

### 방송 일자
| 각 화                                                     | 방송일          | 부제                     | 연출              |
| --------------------------------------------------------- | --------------- | ------------------------ | ----------------- |
| #1                                                        | 2012년 7월 7일  | 운명의 사람              | 모리야 켄타로     |
| #2                                                        | 2012년 7월 14일 | 질투                     | 모리야 켄타로     |
| #3                                                        | 2012년 7월 21일 | 첫 좋아함(好き)          | 카와이 하야토     |
| #4                                                        | 2012년 7월 28일 | 좋아(好き)의 겹쳐쓰기    | 카와이 하야토     |
| #5                                                        | 2012년 8월 4일  | 여자친구보다 가까운 거리 | 카와이 하야토     |
| #6                                                        | 2012년 8월 11일 | 나의 좋아(好き)          | 하시모토 미츠지로 |
| #7                                                        | 2012년 8월 18일 | 내가 있는 곳             | 하시모토 미츠지로 |
| #8                                                        | 2012년 9월 1일  | ---                      | 하시모토 미츠지로 |
| #9                                                        | 2012년 9월 8일  | ---                      | 카와이 하야토     |
| #10                                                       | 2012년 9월 15일 | ---                      | 카와이 하야토     |
| #11                                                       | 2012년 9월 22일 | ---                      | 모리야 켄타로     |
| 최종화                                                    | 2012년 9월 29일 | 맞잡은 손                | 모리야 켄타로     |
| 평균 시청률 2.6%(시청률은 칸토 지구·비디오 리서치사 조사) |                 |                          |                   |

- 제1화는 25:05 ~ 25:35 방송.
- 제4·최종화는 25:20 ~ 25:50 방송.
- 8월 25일은 《24시간 TV 35》 방송 때문에 휴지.

### 관련 상품
- DVD·Blu-ray BOX (2012년 11월 21일 발매, vap)